# Leone Milton
Leone Milton, född 17 augusti 1986, är en svensk journalist och redaktör med fokus på frågor om ungas hälsa, kvinnor och jämställdhet.

## Biografi
Milton är uppvuxen i Stockholm men är numera (2022) bosatt i Köpenhamn. Hon har en kandidatexamen i sociologi från Lunds universitet och har gjort grundkursen i journalistik hos Poppius journalistskola. Hon är medförfattare till flera självbiografiska böcker, och föreläser också för unga om psykisk hälsa.
I boken Till mina torskar (2020) har Milton gett röst åt bloggaren och konstnären Hanna Widerstedt och hennes erfarenheter av livet som prostituerad.
Med boken Mamma med ätstörning (2021) har Milton tillsammans med författaren Anna Ehn lyft fram den problematik som finns hos mammor som strävar med sin kroppsuppfattning och vikt efter graviditeter. Dessa kvinnor kan ha ambitionen att vara en "perfekt mamma", och riskera att utveckla ätstörningar.
Med boken Berättar du så dödar jag dig (2022) har Milton i bokform skrivit en självbiografi för Mathilda Hofling som år 2021 blev uppmärksammad för sin berättelse om en uppväxt med grooming och blev lyssnarnas sommarvärd detta år.